# Льюис-Адамс, Сэди
Сэди Льюис-Адамс (англ. Sadie Lewis Adams; 24 февраля 1872, Стонтон — 30 июля 1945, Чикаго) — афроамериканская учительница, суфражистка. Она была одной из первых женщин, входивших в состав избирательной комиссии в Чикаго, и одной из основательниц Дугласской лиги женщин-избирательниц. В 1916 году она была делегатом от первой избирательной организации для чернокожих в Чикаго, Альфа-избирательного клуба, на конференции Национальной лиги равных прав. В 1921 году она была избрана президентом Ассоциации цветных женских клубов Чикаго и Северного округа и работала до 1934 года.

## Ранняя жизнь
Сара С. Льюис родилась 24 февраля 1872 года в Стонтоне, графство Огаста, Виргиния, в семье Фанни Мосби и Уильяма У. Льюиса. Она была одной из троих детей пары и имела сестру Кора (позже Киз) и брата Делавэра. С юности была причастна к церкви Джона Уэсли AME и одновременно преподавала в качестве учителя воскресной школы и была президентом совета воскресной школы. После посещения государственной школы в Стонтоне, Льюис продолжила учиться, чтобы получить свидетельство преподавателя в Мемориальном колледже Хартсхорн в Ричмонде.

## Карьера
Вернувшись в свой родной город, Льюис начала преподавать в системе государственной школы Стонтона, где проработала до замужества. 1 июня 1892 года она вышла замуж за Джеймса П. Адамса, и впоследствии у пары родилось трое детей: Джеймс Корнелиус (род. 1895), Сара Нета Люсиль «Люсиль» (род. 1901) и Амелия Фрэнсис (род. 1904). Пара переехала в Балтимор, штат Мэриленд, к 1901 году, когда Адамс стала прихожанкой и крестила своего сына в церкви Святой Екатерины Александрийской , «цветной миссии» церкви на горе Голгофа.
В 1910 году семья переехала в Чикаго, и Адамс присоединилась к епископальной церкви Святого Томаса. Она служила в Домашнем миссионерском обществе для женщин в качестве записывающего секретаря и стала активной членом клуба.  Дважды в неделю она работала в больнице Provident Hospital, взвешивая и записывая статистические данные о младенцах, а также работала казначеем Межрасового кооперативного комитета Чикаго, который собирал средства для содержания Индустриальной школы для девочек Аманды Смит в Харви, штат Иллинойс.  Позже она работала попечителем в школьном совете.
Адамс вступила в Клуб избирательного права «Альфа», национальную ассоциацию избирательного права чернокожих женщин, и в течение одного года после его основания в 1913 году стала офицером клуба, исполняя обязанности секретаря-корреспондента. В 1914 году женщины Иллинойса выиграли право голоса на местных выборах, и Адамс была одной из первых женщин, работающих в избирательном совете. В 1916 году она участвовала в конференции Национальной лиги равноправия, проходившей в Вашингтоне, округ Колумбия, в качестве делегата Альфа-избирательного клуба, в котором она занимала должность вице-президента под председательством Иды Уэллс-Барнетт. Она была «единственным делегатом от штата Иллинойс», а также посетила две конференции Лиги равного избирательного права Иллинойса в качестве делегата Альфа-клуба.
Когда её сын, Джеймс, пошёл добровольцем на службу во время Первой мировой войны, Адамс начала раз в неделю работать волонтером в Государственном совете обороны, чтобы привлекать женщин к военным работам. В конце войны она была удостоена повязки на руку женского комитета Совета обороны. По завершении войны она вернулась к своей работе по избирательному праву и посетила организационную конференцию Лиги женщин-избирательниц (LWV) в 1920 году в Чикаго. В 1921 году Адамс была избрана президентом Ассоциации цветных женских клубов Чикаго и Северного округа, ранее работавшая в организации депутатом парламента и вице-президентом, и будет исполнять свои обязанности в течение 1933–1934 годов. Она была одной из основательниц Дугласской лиги женщин-избирательниц и была избрана делегатом Панамериканской конференции женщин, состоявшейся в апреле 1922 года в Балтиморе.
В 1923 году Адамс была приглашена Лигой женщин-избирательниц Иллинойса представлять Федерацию клубов цветных женщин Иллинойса на конференции, организованной для обсуждения Закона Шеппарда-Таунера. Закон был принят в 1920 году, чтобы обеспечить федеральное законодательство о социальном обеспечении для защиты детей и материнства, а также были обсуждены рамки сотрудничества штата и федерального правительства в его реализации. Национальный LWV поддержал закон, но он вызвал споры, поскольку требовал, чтобы штаты соответствовали федеральным взносам в программу и организовывали реализацию. В 1924 году Национальная ассоциация цветных женщин (NACW) провела свой 14-й съезд в Чикаго, и Адамс не только возглавила комитет по организации мероприятий, но и вручила ключи от города Халли К. Браун, президенту NACW.

## Смерть и наследие
Адамс умерла 30 июля 1945 года в пресвитерианской больнице в Чикаго. Её помнят как одну из немногих чернокожих женщин, которые проявляла интерес и активно участвовала в избирательном движении, а также как преданного работника благотворительных обществ женщин и детей в Чикаго.